# Klosterbruck
A Louka-kolostor (csehül: Loucký klášter, Klášter v Louce, németül: Klosterbruck) egy egykori premontrei kolostor a csehországi Znojmóban, a Dél-Morva régióban.

## Története

### A kolostor alapítása

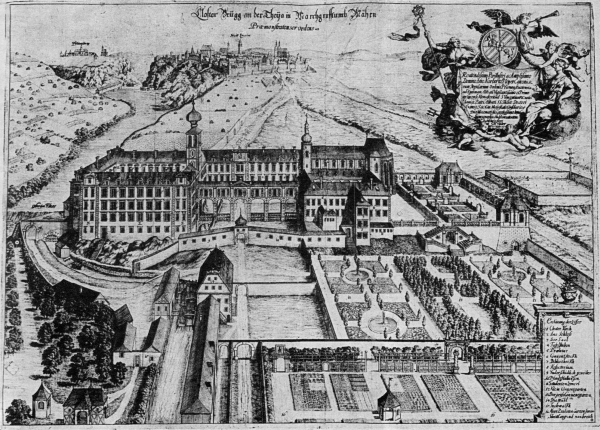
Georg Matthäus Vischer metszete a 17. századból

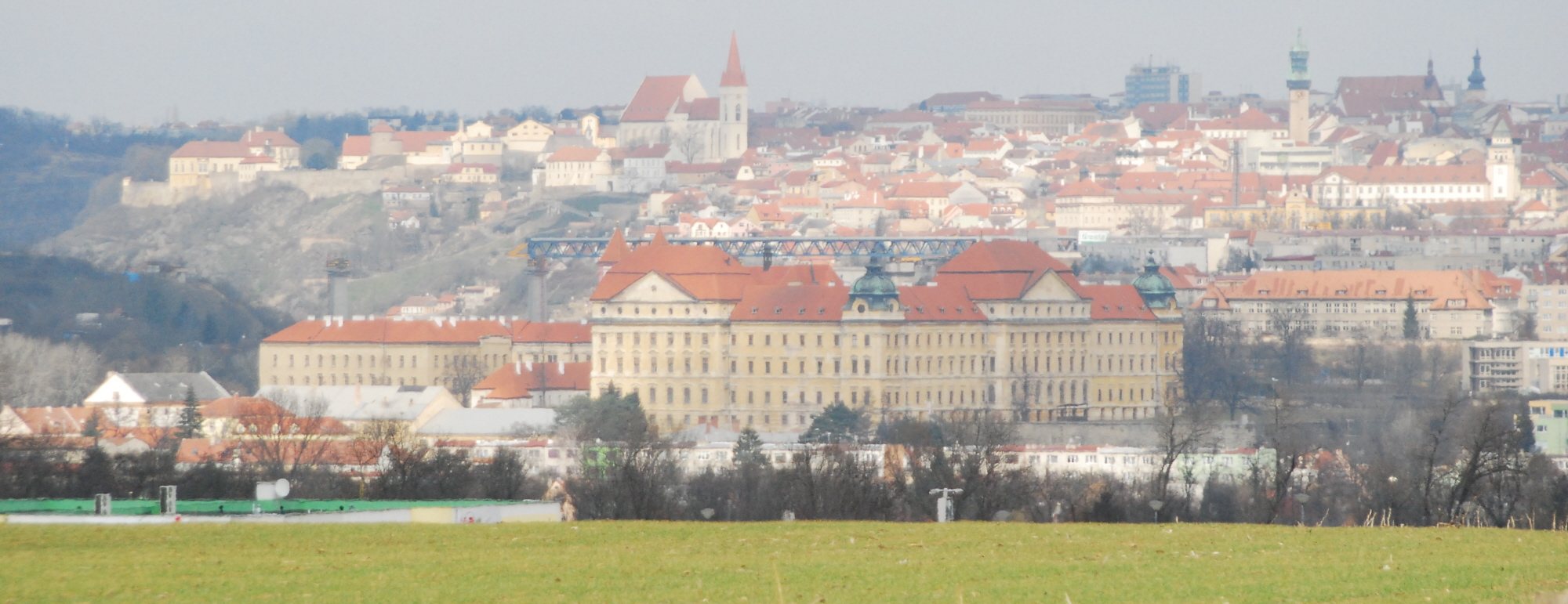
A Klosterbruck apátság Znaimban délről

A Judith von Wittelsbach által 1048-ban vagy 1056-ban alapított kápolna helyett II. Konrád cseh fejedelem és édesanyja, Mária 1190-ben kolostort alapított, amelyet gazdagon ellátva átadtak a premontreieknek. Az adomány tartalmazta az altharti és lodenitzi birtokokat. A monostor így Dél-Morvaországban fontos szerepet játszott.
Annak érdekében, hogy Znaimnak az I. Ottokár cseh király által óhajtott bővítését folytatni lehessen, a város területén földcseréről kellett tárgyalni a kolostorral, amelyre 1226. szeptember 19-én került sor.
Története során a kolostort többször kifosztották, például 1242-ben Vitéz Frigyes csapatai, 1252/1253-ban IV. Béla magyar király kunjai. Az ebből eredő gazdasági hanyatlás miatt a kolostor ezután megtagadta a befizetéseket a római pápának. Az ez által kiváltott vita során a klosterbrucki szerzeteseket 1391-ben kiközösítették. Ezt az intézkedést csak az 1392-es befizetés után vonták vissza.

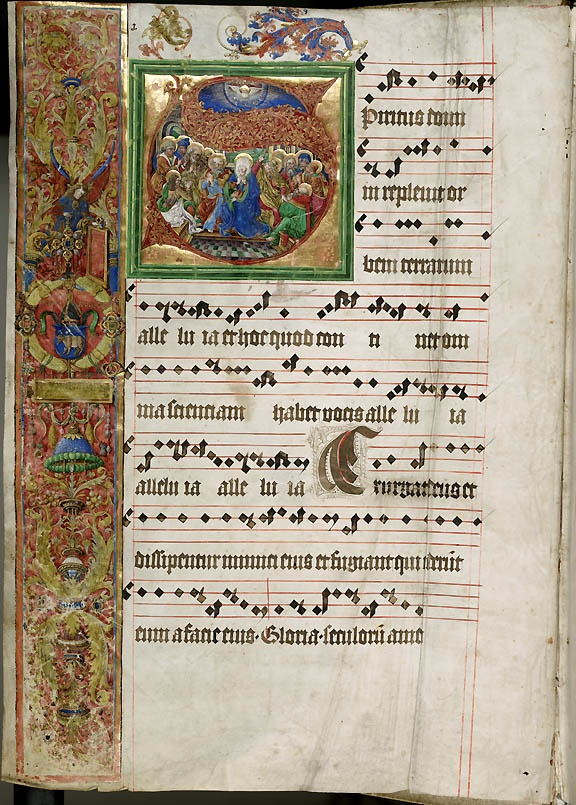
A graduále

1370-ben Marquard és Johann von Schenkenberg kolostornak megszerezte a Chlupice-birtokot. Albrecht főherceg 1421-ben elfoglalta a kolostort, hogy megvédje a huszitáktól, akik 1422. november 14-én ennek ellenére meghódították és felgyújtották. 1440-ben megkezdődött a gótikus stílusú újjáépítés, beleértve azt a palotát is, ahol Judith von Wittelsbach egykor élt. A munkálatokat Niklas von Edelspitz építőmester végezte, és 1498-ig tartott. Ez idő alatt építette a városháza tornyát is Znaimban. Graduáléja 1499-ből származik.
1528 körül a felelős személyek rossz gazdálkodása és Luther Márton tanításainak terjedése a kolostor gazdasági és vallási szempontból újbóli hanyatlásához vezetett.
Bár I. Sebastian apát 1572-től gazdaságilag és vallásilag is helyre tudta állítani a kolostort, és létrehozta a nyomdát, a kanonokokat 1620-ban kiutasították a kolostorból. Csak ugyanazon év novemberében, a fehérhegyi csata után térhettek vissza. 1645 márciusában a svédek is kifosztották Klosterbruckot.
1680-ban nyolc évig tartó átalakítási és újjáépítési munkálatok kezdődtek. 1692-ben a kolostor 35 300 rajnai guldenért megvásárolta a mislitzi uradalom egy részét a mislitzi piaccal (Mitterdorf és Böhmdorf Miroslaw kastélyával), Wenzelsdorf falut és tartozékait Ferdinand von Morzintól; ehhez társult az altharti és klupitzi birtok eladási kötelezettsége. 1693. november 11-én Gregor Klein apát eladta a Klupitz-birtokot Maximilian Ernst Jankovsky von Vlashingnek.
Az első sziléziai háború alkalmával Mária Terézia Klosterbruckba érkezett. Az osztrák hadiláda adományáért cserébe a kolostor hadiadó-mentességet kapott.
Miután a porosz huszárok elfoglalták Klosterbruckot 1742. február 16-án, a kolostort magas hadisarc megfizetésére kötelezték. II. Frigyes porosz király többször is „meglátogatta” a kolostort. Többek között a harangok érdekelték, amelyeket állítólag aranyból és ezüstből öntöttek.

### Feloszlatása
A klosterbrucki apátságot 1748-tól Franz Anton Pilgram tervei alapján építették újjá. A tervek szerint egy hatalmas négyszögletű, saroktornyos épület, a belső udvarban kert volt, amelybe az új épületbe integrált templomnak kellett benyúlnia. 1761 és 1778 között Franz Anton Hillebrandt megtérése folytatódott. A jozefini reformok során azonban a kolostort 1784-ben feloszlatták.
Ekkor már csak a teljes keleti szárny, valamint a szomszédos északi és déli szárny nagy része készült el. A művészi tervezésben olyan fontos művészek vettek részt, mint Johann Baptist Wenzel Bergl vagy Franz Anton Maulbertsch .
A kolostor feloszlatása után a kollégiumi könyvtár és annak berendezése a strahovi kolostorba került, a nyomtatványok és kéziratok egyéb állományai pedig más könyvtárakba. Az összes többi könyvet 1790. november 14-én elárverezték. Ily módon klosterbrucki könyvek a znaimi kapucinus kolostor könyvtárába is bekerültek.
A kolostor épületét dohánygyárként, katonai akadémiaként, végül a 20. századig  laktanyaként használták. A templom, amit érdemes megnézni, plébánia maradt. A kolostort ma a Znovín Znojmo bortermelő látogatóközpontként és bormúzeumként használja, és látogatható. Morvaország legrégebbi fennmaradt orgonája a Szent Vencel-templomban található.
A kiterjedt kolostorvagyonból alakultak ki Klosterbruck, Butsch, Lechwitz, Mißlitz, Krawska, Mühlfraun és a Zuckerhandl birtokok, amelyeket a vallási alaphoz rendeltek és a Morva-Sziléziai Állami Jószágigazgatás kezelt. A 19. században nagyrészt elárverezték. 1827. január 2-án a Morva-Sziléziai Állami Vagyonértékesítő Bizottság eladta a klosterbrucki uradalmi birtokot a hozzátartozó Tasswitz-St. javakkal együtt. Clara és Alt-Schallersdorf Karl Emanuel és Leopold von Liebenberg de Zsittin bécsi bankároknak.

### A Genius Akadémia
Az akadémiát – a (leendő) úttörők képzési központjaként – a 18. század végén kellett volna költöztetni Bécsből, de a tervet ismét elvetették.
1851 februárja után a Császári és Királyi Katonai Műszaki Akadémia keretében Bécsben egy k.u.k. Genius Akadémiát alakítottak ki és ennek megfelelően a tantervet is megváltoztatták, az új akadémiát rövid időn belül Ferenc József császár parancsára átköltöztették a Bruck-kolostorba. Mivel a kolostorban csak a bentlakásos iskola és az akadémia vezetőségének hivatali lakásai helyezkedtek el, a szintén korabeli dohánygyár épületeit az akadémia céljára alakították át. Csak egy kis lovardát kellett újjáépíteni. Meg kell jegyezni, hogy ezt a döntést egy megbízás alapján eljáró bizottság hozta meg, bár ismert volt, hogy nincs tiszta ivóvíz, ami miatt a Thaya menti lakosság többször is kolerajárványokban szenvedett.
A szervezeti változások és az áthelyezés következtében a tanárok és dolgozók nagy része korkedvezményes nyugdíjba vonult, vagy áthelyeztette magát, és az első tanfolyamot nem sikerült megtartani a tervek szerint.

## Személyiségek
- Prokop Diviš (1698–1765), aki 1720-ban csatlakozott a premontrei rendhez Klosterbruckban, cseh premontrei kanonok, tudós és feltaláló volt.
- Johann Jahn (1750–1816), katolikus teológus és orientalista, a kolostorban tanult és tanított
- Klemens Maria Hofbauer (1751–1820) 1770 körül költözött a znojmói pékségből a klosterbrucki apátságba, ahol először a kolostor pékségében dolgozott, majd az apát magánszolgája lett. A négyosztályos kolostori iskola első négy osztályát is itt járta ki. 1774-ben elhagyta Klosterbruckot, és remete lett.[2]
- Hermine von Janda (1854–1925), táj- és virágfestőnő
- Wilhelm Carl Gustav Ritter von Doderer (1854–1932), osztrák építészmérnök és építőipari vállalkozó

## Fordítás
Ez a szócikk részben vagy egészben  a   Kloster Louka című német Wikipédia-szócikk ezen változatának fordításán alapul.  Az eredeti cikk szerkesztőit annak laptörténete sorolja fel. Ez a jelzés csupán a megfogalmazás eredetét és a szerzői jogokat jelzi, nem szolgál a cikkben szereplő információk forrásmegjelöléseként.